# DRモーター・カンパニー
DRモーター・カンパニー (DR Motor Company) は、2006年に設立されたイタリアの新興自動車メーカーである。中国の奇瑞汽車（チェリー）からセミノックダウンキットの供給を受け、ボローニャ産の本革シートなどヨーロッパ製部品も使用して「DR」ブランド車の組立を行っている。ブランド名の「DR」は創業者マッシモ・ディ・リージオ (Massimo Di Risio) のイニシャルに由来している。

## 歴史
元レーシングドライバーのマッシモ・ディ・リージオは1983年にランチアブランドを皮切りにディーラー事業を開始し、2011年時点で22ブランドを取り扱うまでに成長した。その中にはサリーンも含まれる。その一方で、ディ・リージオはかねてから自動車製造業にも野心を抱いており、2006年にモリーゼ州マッキア・ディゼルニアに製造拠点を設け、奇瑞汽車から瑞虎（ティゴ）SUVのセミノックダウンキットの供給を受けて組立を開始した。
ティゴのリバッジ車であるDR5は同年12月の第31回ボローニャモーターショーにプロトタイプとして出展された。DR5は最初のDR車として2007年11月から発売開始された。
初期のDRは異例のマーケティング戦略で知られた。当初は自前の販売網を持たず、フィニペル (Finiper) グループと提携を結んで、同社のハイパーマーケット25店舗で販売を行っていた。
2008年のボローニャモーターショーでは新たに3ドアSUVのDR3とシティーカーのDR1が出展された。DR1は瑞麒（リーチ）M1がベースとなっている。
2009年にはジュネーヴモーターショーに出展しヨーロッパデビューを果たす。同ショーではトリノのIEDと共同で制作したスーパーカーのコンセプトモデル3車種、およびDR1とDR2が出展された。
2009年12月、DR1が発売開始された。それと連動してDRはフィニペルとの契約を終了して自前の販売網の展開に着手した。現在、DRはイタリア国内に70以上のディーラーや100以上のサービス拠点を擁する。
2010年12月、ボローニャモーターショーにて風雲2 (Fulwin 2) ハッチバックをベースとする新型DR3を出展。しかしながら2013年12月時点で発売には至っていない。
DRは当初イタリア国内で年1万2000台を販売し、他のヨーロッパ市場への進出も図っていく計画であったが、実際には5年かけて目標の販売台数に到達した。ピークを迎えた2010年の販売台数は5千台弱である。

## 車種一覧
- DR1 - 瑞麒M1 (Riich M1) ベース
- DR2 - A1ベース。2010年5月発売開始[11]。
- DR5 - 瑞虎 (Tiggo) ベース
- DR CityCross - X1ベース。2013年8月発売開始[12]。

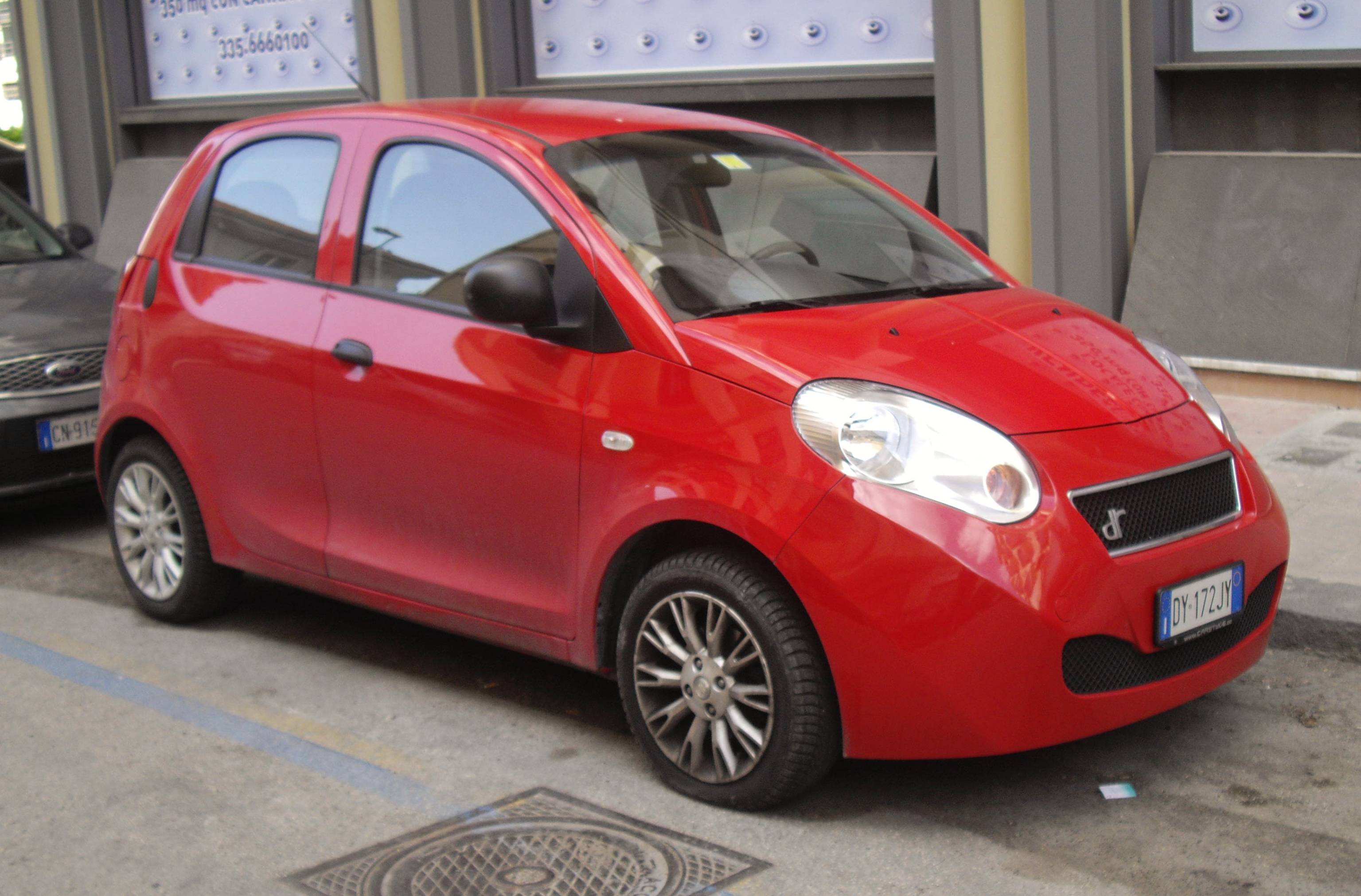
DR1
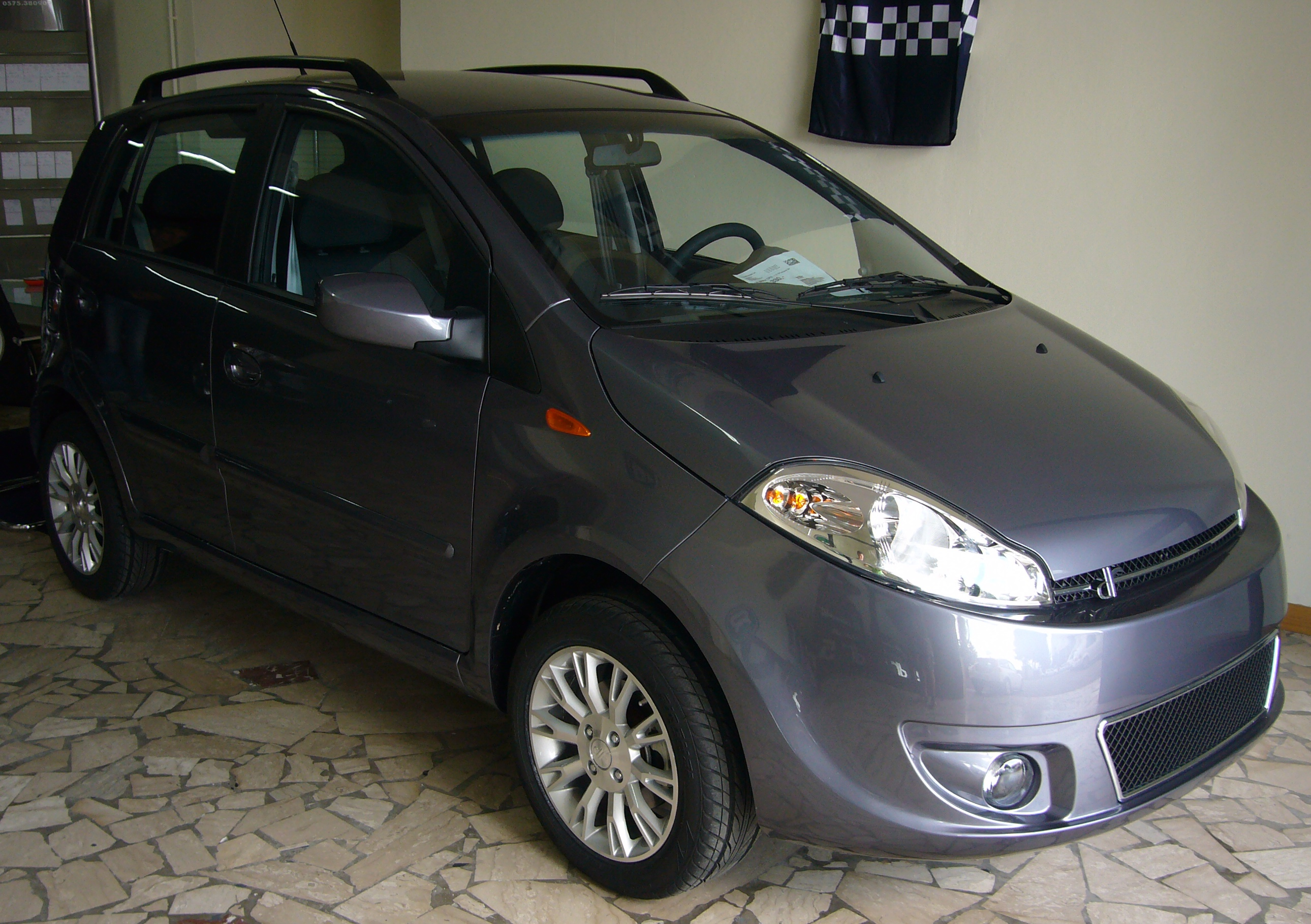
DR2
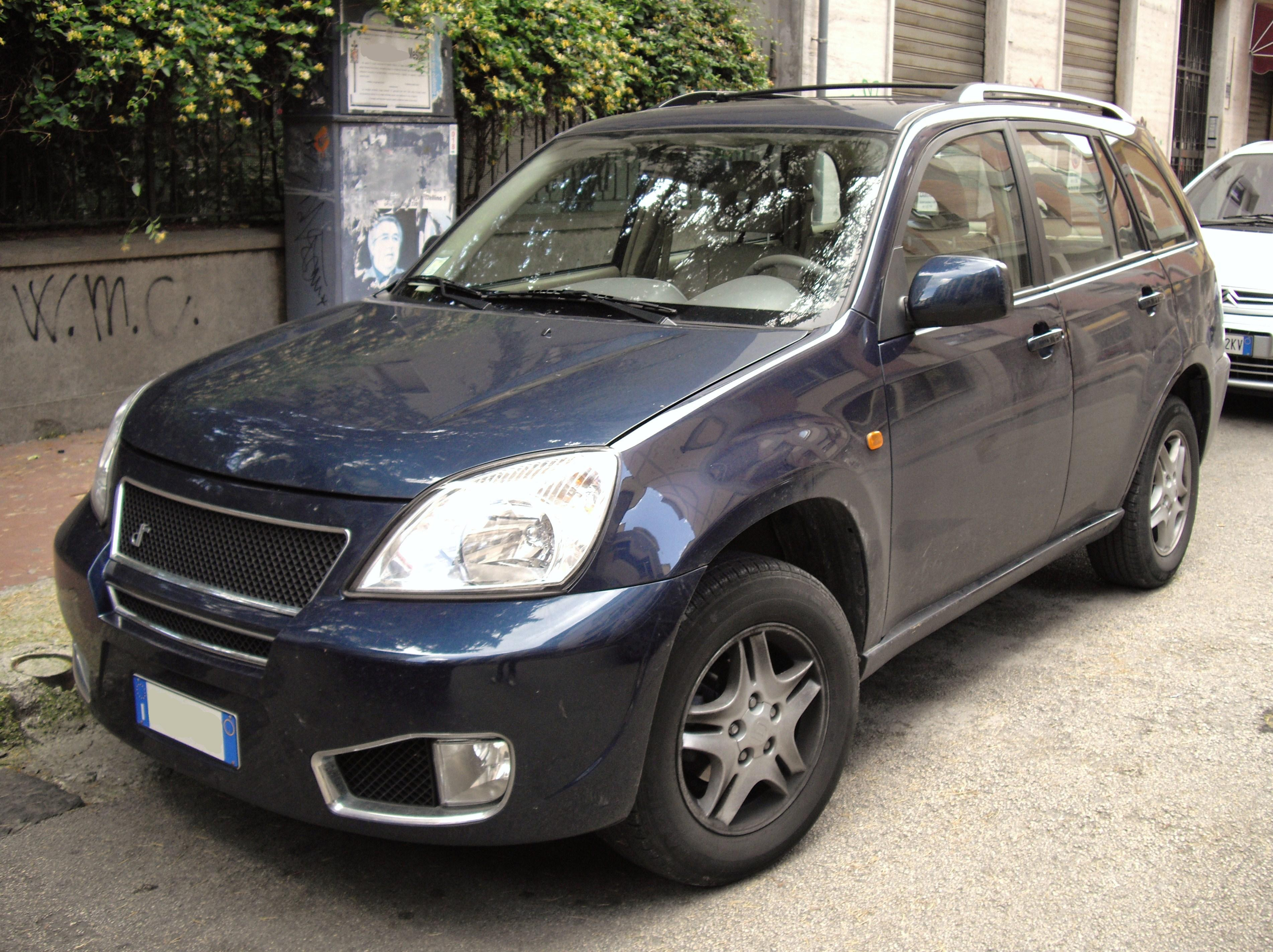
DR5